# Phiên Satsuma
Phiên Satsuma (薩摩藩 (Tát Ma phiên) Satsuma-han) là một phiên của Mạc phủ Tokugawa trong thời kỳ Edo từ năm 1602 đến năm 1871. Phiên Satsuma sở hữu hai tỉnh là Satsuma, Ōsumi, hầu hết các quận và huyện của tỉnh Hyūga (toàn bộ tỉnh Kagoshima ngày nay và phần phía tây nam của tỉnh Miyazaki) và Vương quốc Lưu Cầu (tỉnh Okinawa ngày nay).

## Tổng quan
Lãnh chúa Tozama đặt thủ phủ ở Thành Kagoshima trong thời Edo. Những Daimyō của gia tộc Shimazu đã cai trị phiên này kể từ thời kỳ Kamakura. Phiên Satsuma là tên phổ biến và tên chính thức là Lãnh địa Kagoshima (鹿児島領 (Lộc Nhi Đảo lãnh) Kagoshima-ryō). Sau khi cuộc cải cách Hanseki hōkan được tiến hành, nó được đổi tên thành Phiên Kagoshima (鹿児島藩 (Lộc Nhi Đảo phiên) Kagoshima-han), nắm giữ 729.000 Thạch lúa gạo, nếu tính luôn Lưu Cầu thì năng suất lúa là 900.000 Thạch (giá trị cao nhất của thóc và gạo lứt thực tế là khoảng một nửa) khiến nó trở thành phiên lớn thứ hai sau Phiên Kaga.
Các cấp bậc của các gia tộc trực thuộc phiên Satsuma đã được thiết lập vào năm Chính Đức thứ nhất, bao gồm Ngự Nhất Môn (御一門 Go ichimon), Nhất Sở Trì (一所持 Issho moji), Nhất Sở Trì Cách (一所持格 Isshomochikaku), Kí Hợp (寄合 Yoriai) và Kí Hợp Tịnh (寄合並 Yoriai nami), trong cẩm nang Sanshu Goji, địa vị gia đình này được gọi là Karoyo (家老与), đây là tầng lớp samurai thượng lưu và có thể bổ nhiệm một Karo, vị trí cấp cao nhất trong số các người hầu của một gia đình samurai, tuy nhiên, địa vị gia đình của Yoriai Nami chỉ tồn tại một thế hệ nên có sự thay đổi nhanh chóng, Vô Cách (無格 Mu kaku) (2 gia đình), Tiểu Phiên (小番 Koban), Tân Phiên (新番 Shin ban), Ngự Tiểu Tính Dự (御小姓与 Okoshōyo), đây là lính canh của lâu đài, Dự Lực (与力 Yoriki) nghĩa là người trợ giúp hoặc trợ lý, nó được chia thành 10 gia đình.
Là một trong những phiên mạnh nhất thời kỳ Tokugawa trong lịch sử Nhật Bản, và đóng một vai trò quan trọng trong cuộc Minh Trị Duy Tân và trong chính phủ của thời Minh Trị sau đó. Trong cuộc chiến tranh Mậu Thìn, bất chấp vụ bắn phá Kagoshima, phiên Satsuma trở nên thân thiết với nước Anh hơn và theo đuổi việc hiện đại hóa lục quân và hải quân nhờ sự trợ giúp của họ. Nhà buôn người Scotland là Thomas Blake Glover bán một số lượng lớn tàu chiến và súng ống cho các tỉnh miền Nam. Các chuyên gia quân sự Anh và Hoa Kỳ, thường là các cựu sĩ quan, có thể đã trực tiếp tham gia các trận đánh. Đại sứ Anh Harry Smith Parkes ủng hộ quân đội chống Shōgun trong nỗ lực lập nên một Đế triều hợp pháp và thống nhất Nhật Bản, và để chống lại ảnh hưởng của người Pháp với Mạc phủ. Trong thời kỳ đó, các lãnh đạo phía Nam Nhật Bản như Saigō Takamori ở Satsuma, hay Itō Hirobumi và Inoue Kaoru ở Chōshū luôn chú tâm đến quan hệ cá nhân với các nhà ngoại giao Anh, đáng chú ý có Ernest Mason Satow. Sau chiến thắng, chính quyền mới bắt đầu bằng việc thống nhất đất nước dưới một quyền lực duy nhất, hợp pháp và vững mạnh của triều đình. Hoàng cung được chuyển từ Kyoto đến Tōkyō cuối năm 1868. Quyền lực chính trị và quân sự của các phiên (han) bị bãi bỏ hoàn toàn, và các phiên sớm được đổi thành các tỉnh, với thống đốc được Thiên hoàng bổ nhiệm. Một cải cách lớn là việc hủy bỏ và truất hữu có hiệu quả tầng lớp samurai, cho phép rất nhiều các samurai chuyển sang các vị trí hành chính hay kinh doanh, nhưng đẩy rất nhiều người khác vào cảnh nghèo khó. Các phiên phía Nam như Satsuma, Chōshū và Tosa, vốn giữ vai trò quyết định trong chiến thắng, chiếm giữ hầu hết các vị trí trọng yếu trong triều vài thập kỷ sau cuộc chiến, một tình thế đôi khi được gọi là "Chính thể đầu sỏ thời Minh Trị" và được chính thức hóa bằng việc thành lập Viện nguyên lão (genrō).

## Lãnh thổ vào cuối thời Edo

Bản đồ các lãnh thổ và làng mạc của phiên Satsuma trong thời kỳ Văn Chính

| - Tỉnh Satsuma - Quận Izumi - 38 làng - Quận Isa - 49 làng - Quận Satsuma - 29 làng - Quận Takagi, Satsuma - 11 làng - Quận Hioki - 50 làng - Quận Kagoshima - 24 làng - QuậnTaniyama - 9 làng - Quận Ibusuki - 11 làng - Quận Ei - 8 làng - Quận Kyū Rei - 8 làng - Quận Ata - 20 làng - Quận Kawanabe, Satsuma - 36 làng - Quận Koshikijima - 14 làng |  | - Tỉnh Ōsumi - Quận Hishikari - 13 làng - Quận Aira - 38 làng - Quận Kuwabara - 25 làng - Quận Soo - 53 làng - Quận Kimotsuki - 41 làng - Quận Ōsumi - 43 làng - Quận Kumage, Satsuma - 15 làng - Quận Gomu - 20 làng - Tỉnh Hyūga - Quận Morokata - 1 thị trấn, 130 làng |

- Vương quốc Lưu Cầu: bao gồm quần đảo Yểm Mỹ, nơi đã bị sáp nhập vào lãnh thổ của phiên Satsuma sau cuộc xâm lược Lưu Cầu, trong suốt thời Edo, quần đảo Yểm Mỹ được coi là thuộc quyền quản lý của vương quốc Lưu Cầu, nhưng vương quốc Lưu Cầu nằm dưới sự kiểm soát của phiên Satsuma. Sau cuộc Minh Trị Duy tân, quần đảo Yểm Mỹ từng thuộc quyền quản lý của phiên Satsuma được hợp nhất vào huyện Ōshima khi được thành lập vào năm 1879 (năm Minh Trị thứ 12) thuộc tỉnh Ōsumi.

Ngoài những điều trên, sau thời Minh Trị Duy tân, phiên Satsuma có quyền tài phán đối với quận Urakawa và quận Samani của tỉnh Hidaka, quận Hiroo, quận Tōen và quận Kasai của tỉnh Tokachi, nhưng quận Tōen sau đó được chuyển quyền cho gia đình Tayasu Tokugawa và quận Kasai được chuyển cho gia đình Hitotsubashi Tokugawa.